# 24 Heures du Mans 2004
Navigation
Édition précédente Édition suivante
Les 24 Heures du Mans 2004 sont la 72e édition de l'épreuve et se déroulent les 12 et 13 juin 2004 sur le circuit des 24 Heures.

## Nombre de pilotes qualifiés pour la course
144 pilotes sont présents au départ de ces soixante-douzièmes 24 Heures du Mans.
| 35 Britanniques | 32 Français   | 15 Américains | 10 Japonais | 8 Allemands    |
| 7 Italiens      | 7 Néerlandais | 6 Danois      | 4 Suisses   | 3 Canadiens    |
| 3 Néo-Zélandais | 2 Brésiliens  | 2 Monégasques | 2 Russes    | 1 Australien   |
| 1 Belge         | 1 Finlandais  | 1 Irlandais   | 1 Portugais | 1 Sud-Africain |
| 1 Suédois       | 1 Tchèque     |               |             |                |

## Déroulement de la course

### Classements intermédiaires
| Pos. | Après la 1re heure | Après la 1re heure                                                | Après 6 heures | Après 6 heures                                                            | Après 12 heures | Après 12 heures                                                     | Après 18 heures | Après 18 heures                                                     |
| Pos. | n°                 | Voiture / Pilotes                                                 | n°             | Voiture / Pilotes                                                         | n°              | Voiture / Pilotes                                                   | n°              | Voiture / Pilotes                                                   |
| ---- | ------------------ | ----------------------------------------------------------------- | -------------- | ------------------------------------------------------------------------- | --------------- | ------------------------------------------------------------------- | --------------- | ------------------------------------------------------------------- |
| 1    | 88                 | Audi Sport UK Team Veloqx Audi R8 (LMP1) Davies - Herbert - Smith | 88             | Audi Sport UK Team Veloqx Audi R8 (LMP1) Davies - Herbert - Smith         | 88              | Audi Sport UK Team Veloqx Audi R8 (LMP1) Davies - Herbert - Smith   | 5               | Audi Sport Japan Team Goh Audi R8 (LMP1) Ara - Capello - Kristensen |
| 2    | 8                  | Audi Sport UK Team Veloqx Audi R8 (LMP1) McNish - Biela - Kaffer  | 5              | Audi Sport Japan Team Goh Audi R8 (LMP1) Ara - Capello - Kristensen       | 5               | Audi Sport Japan Team Goh Audi R8 (LMP1) Ara - Capello - Kristensen | 88              | Audi Sport UK Team Veloqx Audi R8 (LMP1) Davies - Herbert - Smith   |
| 3    | 2                  | ADT Champion Racing Audi R8 (LMP1) Lehto - Werner - Pirro         | 18             | Pescarolo Sport Pescarolo C60 (LMP1) Ayari - Comas - Tréluyer             | 18              | Pescarolo Sport Pescarolo C60 (LMP1) Ayari - Comas - Tréluyer       | 18              | Pescarolo Sport Pescarolo C60 (LMP1) Ayari - Comas - Tréluyer       |
| 4    | 16                 | Racing for Holland Dome S101 (LMP1) Coronel - Wilson - Firman     | 6              | Rollcentre Racing Dallara SP1 (LMP1) Short - Barff - Barbosa              | 6               | Rollcentre Racing Dallara SP1 (LMP1) Short - Barff - Barbosa        | 2               | ADT Champion Racing Audi R8 (LMP1) Lehto - Werner - Pirro           |
| 5    | 18                 | Pescarolo Sport Pescarolo C60 (LMP1) Ayari - Comas - Tréluyer     | 64             | Corvette Racing Chevrolet Corvette C5-R (GTS) Gavin - Beretta - Magnussen | 2               | ADT Champion Racing Audi R8 (LMP1) Lehto - Werner - Pirro           | 17              | Pescarolo Sport Pescarolo C60 (LMP1) Bourdais - Minassian - Collard |

### Classement final de la course

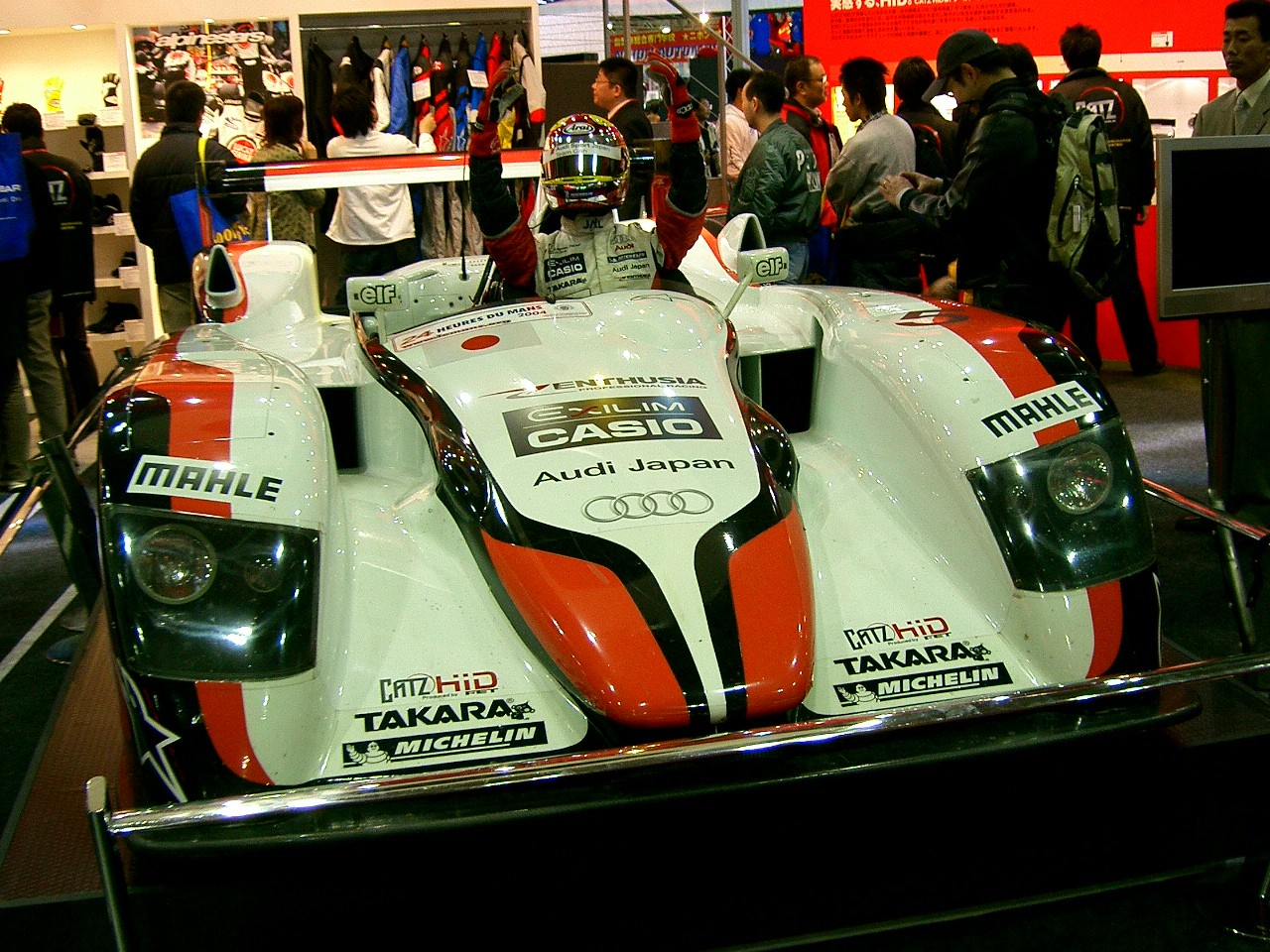
L'Audi R8, victorieuse de l'édition 2004.

Voici le classement officiel au terme des 24 heures de course.
- Les vainqueurs de chaque catégorie sont signalés par un fond jauni.
- Pour la colonne Pneus, il faut passer le curseur au-dessus du modèle pour connaître le manufacturier de pneumatiques.

| Pos.  | Catégorie | N° | Écurie                                | Pilotes                                               | Châssis                             | Pneus | Tours |
| Pos.  | Catégorie | N° | Écurie                                | Pilotes                                               | Moteur                              | Pneus | Tours |
| ----- | --------- | -- | ------------------------------------- | ----------------------------------------------------- | ----------------------------------- | ----- | ----- |
| 1     | LMP1      | 5  | Audi Sport Japan Team Goh             | Seiji Ara Rinaldo Capello Tom Kristensen              | Audi R8                             | M     | 379   |
| 1     | LMP1      | 5  | Audi Sport Japan Team Goh             | Seiji Ara Rinaldo Capello Tom Kristensen              | Audi 3.6L Turbo V8                  | M     | 379   |
| 2     | LMP1      | 88 | Audi Sport UK Team Veloqx             | Jamie Davies Johnny Herbert Guy Smith                 | Audi R8                             | M     | 379   |
| 2     | LMP1      | 88 | Audi Sport UK Team Veloqx             | Jamie Davies Johnny Herbert Guy Smith                 | Audi 3.6L Turbo V8                  | M     | 379   |
| 3     | LMP1      | 2  | ADT Champion Racing                   | JJ Lehto Marco Werner Emanuele Pirro                  | Audi R8                             | M     | 368   |
| 3     | LMP1      | 2  | ADT Champion Racing                   | JJ Lehto Marco Werner Emanuele Pirro                  | Audi 3.6L Turbo V8                  | M     | 368   |
| 4     | LMP1      | 18 | Pescarolo Sport                       | Soheil Ayari Erik Comas Benoît Tréluyer               | Pescarolo C60                       | M     | 361   |
| 4     | LMP1      | 18 | Pescarolo Sport                       | Soheil Ayari Erik Comas Benoît Tréluyer               | Judd GV5 5.0L V10                   | M     | 361   |
| 5     | LMP1      | 8  | Audi Sport UK Team Veloqx             | Allan McNish Frank Biela Pierre Kaffer                | Audi R8                             | M     | 350   |
| 5     | LMP1      | 8  | Audi Sport UK Team Veloqx             | Allan McNish Frank Biela Pierre Kaffer                | Audi 3.6L Turbo V8                  | M     | 350   |
| 6     | GTS       | 64 | Corvette Racing                       | Oliver Gavin Olivier Beretta Jan Magnussen            | Chevrolet Corvette C5-R             | M     | 345   |
| 6     | GTS       | 64 | Corvette Racing                       | Oliver Gavin Olivier Beretta Jan Magnussen            | Chevrolet 7.0L V8                   | M     | 345   |
| 7     | LMP1      | 15 | Racing for Holland                    | Jan Lammers Chris Dyson Katsutomo Kaneishi (en)       | Dome S101                           | D     | 341   |
| 7     | LMP1      | 15 | Racing for Holland                    | Jan Lammers Chris Dyson Katsutomo Kaneishi (en)       | Judd GV4 4.0L V10                   | D     | 341   |
| 8     | GTS       | 63 | Corvette Racing                       | Ron Fellows Max Papis Johnny O'Connell                | Chevrolet Corvette C5-R             | M     | 334   |
| 8     | GTS       | 63 | Corvette Racing                       | Ron Fellows Max Papis Johnny O'Connell                | Chevrolet 7.0L V8                   | M     | 334   |
| 9     | GTS       | 65 | Prodrive Racing                       | Darren Turner Colin McRae Rickard Rydell              | Ferrari 550 GTS Maranello           | M     | 329   |
| 9     | GTS       | 65 | Prodrive Racing                       | Darren Turner Colin McRae Rickard Rydell              | Ferrari F133 5.9L V12               | M     | 329   |
| 10    | GT        | 90 | White Lightning Racing                | Jörg Bergmeister Patrick Long Sascha Maassen          | Porsche 911 GT3 RS (996)            | M     | 327   |
| 10    | GT        | 90 | White Lightning Racing                | Jörg Bergmeister Patrick Long Sascha Maassen          | Porsche 3.6L Flat-6                 | M     | 327   |
| 11    | GTS       | 66 | Prodrive Racing                       | Alain Menu Peter Kox Tomáš Enge                       | Ferrari 550 GTS Maranello           | M     | 325   |
| 11    | GTS       | 66 | Prodrive Racing                       | Alain Menu Peter Kox Tomáš Enge                       | Ferrari F133 5.9L V12               | M     | 325   |
| 12    | GT        | 77 | ChoroQ Racing Team                    | Haruki Kurosawa Kazuyuki Nishizawa Manabu Orido       | Porsche 911 GT3 RSR (996)           | Y     | 322   |
| 12    | GT        | 77 | ChoroQ Racing Team                    | Haruki Kurosawa Kazuyuki Nishizawa Manabu Orido       | Porsche 3.6L Flat-6                 | Y     | 322   |
| 13    | GT        | 85 | Freisinger Motorsport                 | Stéphane Ortelli Ralf Kelleners Romain Dumas          | Porsche 911 GT3 RSR (996)           | D     | 321   |
| 13    | GT        | 85 | Freisinger Motorsport                 | Stéphane Ortelli Ralf Kelleners Romain Dumas          | Porsche 3.6L Flat-6                 | D     | 321   |
| 14    | GTS       | 69 | Larbre Compétition                    | Christophe Bouchut Patrice Goueslard Olivier Dupard   | Ferrari 550 GTS Maranello           | M     | 317   |
| 14    | GTS       | 69 | Larbre Compétition                    | Christophe Bouchut Patrice Goueslard Olivier Dupard   | Ferrari F133 5.9L V12               | M     | 317   |
| 15    | GT        | 84 | Seikel Motorsport                     | "Tony" Burgess (de) Philip Collin Andrew Bagnall      | Porsche 911 GT3 RS (996)            | Y     | 317   |
| 15    | GT        | 84 | Seikel Motorsport                     | "Tony" Burgess (de) Philip Collin Andrew Bagnall      | Porsche 3.6L Flat-6                 | Y     | 317   |
| 16    | GT        | 72 | Luc Alphand Aventures                 | Luc Alphand Christian Lavieille Philippe Almeras      | Porsche 911 GT3 RS (996)            | M     | 316   |
| 16    | GT        | 72 | Luc Alphand Aventures                 | Luc Alphand Christian Lavieille Philippe Almeras      | Porsche 3.6L Flat-6                 | M     | 316   |
| 17    | LMP1      | 14 | Team Nasamax McNeil Engineering       | Robbie Stirling Werner Lupberger (en) Kevin McGarrity | Nasamax DM139                       | D     | 316   |
| 17    | LMP1      | 14 | Team Nasamax McNeil Engineering       | Robbie Stirling Werner Lupberger (en) Kevin McGarrity | Judd GV5 5.0L V10 (Bioéthanol)      | D     | 316   |
| 18    | GT        | 81 | The Racer's Group                     | Lars-Erik Nielsen Ian Donaldson Gregor Fisken         | Porsche 911 GT3 RSR (996)           | M     | 314   |
| 18    | GT        | 81 | The Racer's Group                     | Lars-Erik Nielsen Ian Donaldson Gregor Fisken         | Porsche 3.6L Flat-6                 | M     | 314   |
| 19    | GT        | 92 | Cirtek Motorsport                     | Frank Mountain Hans Hugenholtz Rob Wilson             | Ferrari 360 Modena GTC              | D     | 311   |
| 19    | GT        | 92 | Cirtek Motorsport                     | Frank Mountain Hans Hugenholtz Rob Wilson             | Ferrari F131 3.6L V8                | D     | 311   |
| 20    | LMP1      | 4  | Taurus Sports Racing                  | Christian Vann Benjamin Leuenberger Didier André      | Lola B2K/10                         | M     | 300   |
| 20    | LMP1      | 4  | Taurus Sports Racing                  | Christian Vann Benjamin Leuenberger Didier André      | Judd GV4 4.0L V10                   | M     | 300   |
| 21    | GT        | 89 | Chamberlain Synergy Motorsport        | Bob Berridge Michael Caine (en) Chris Stockton        | TVR Tuscan T400R                    | D     | 300   |
| 21    | GT        | 89 | Chamberlain Synergy Motorsport        | Bob Berridge Michael Caine (en) Chris Stockton        | TVR Speed Six 4.0L I6               | D     | 300   |
| 22    | GT        | 96 | Chamberlain Synergy Motorsport        | Lawrence Tomlinson Nigel Greensall Gareth Evans       | TVR Tuscan T400R                    | D     | 291   |
| 22    | GT        | 96 | Chamberlain Synergy Motorsport        | Lawrence Tomlinson Nigel Greensall Gareth Evans       | TVR Speed Six 4.0L I6               | D     | 291   |
| 23    | GT        | 75 | Thierry Perrier Perspective Racing    | Ian Khan (en) Nigel Smith Tim Sugden                  | Porsche 911 GT3 RS (996)            | D     | 283   |
| 23    | GT        | 75 | Thierry Perrier Perspective Racing    | Ian Khan (en) Nigel Smith Tim Sugden                  | Porsche 3.6L Flat-6                 | D     | 283   |
| 24    | LMP1      | 20 | Lister Racing                         | John Nielsen Casper Elgaard Jens Møller               | Lister Storm LMP                    | D     | 279   |
| 24    | LMP1      | 20 | Lister Racing                         | John Nielsen Casper Elgaard Jens Møller               | Chevrolet LS1 6.0L V8               | D     | 279   |
| 25    | LMP2      | 32 | Intersport Racing                     | William Binnie Clint Field Rick Sutherland            | Lola B2K/40                         | P     | 278   |
| 25    | LMP2      | 32 | Intersport Racing                     | William Binnie Clint Field Rick Sutherland            | Judd KV675 3.4L V8                  | P     | 278   |
| 26    | LMP2      | 24 | Rachel Welter                         | Yojiro Terada Patrice Roussel Olivier Porta (pl)      | WR LM2001                           | M     | 270   |
| 26    | LMP2      | 24 | Rachel Welter                         | Yojiro Terada Patrice Roussel Olivier Porta (pl)      | Peugeot 2.0L Turbo I4               | M     | 270   |
| N. c. | GT        | 80 | Morgan Works Race Team                | Adam Sharpe (pl) Neil Cunningham Steve Hyde           | Morgan Aero 8R                      | Y     | 222   |
| N. c. | GT        | 80 | Morgan Works Race Team                | Adam Sharpe (pl) Neil Cunningham Steve Hyde           | BMW B44 (Mader) 4.5L V8             | Y     | 222   |
| N. c. | LMP1      | 16 | Racing for Holland                    | Tom Coronel Justin Wilson Ralph Firman                | Dome S101                           | D     | 313   |
| N. c. | LMP1      | 16 | Racing for Holland                    | Tom Coronel Justin Wilson Ralph Firman                | Judd GV4 4.0L V10                   | D     | 313   |
| Abd.  | LMP1      | 17 | Pescarolo Sport                       | Sébastien Bourdais Nicolas Minassian Emmanuel Collard | Pescarolo C60                       | M     | 282   |
| Abd.  | LMP1      | 17 | Pescarolo Sport                       | Sébastien Bourdais Nicolas Minassian Emmanuel Collard | Judd GV5 5.0L V10                   | M     | 282   |
| Abd.  | LMP1      | 25 | Ray Mallock Ltd.                      | Thomas Erdos Mike Newton Nathan Kinch                 | MG-Lola EX257                       | D     | 256   |
| Abd.  | LMP1      | 25 | Ray Mallock Ltd.                      | Thomas Erdos Mike Newton Nathan Kinch                 | MG (AER) XP20 2.0L Turbo I4         | D     | 256   |
| Abd.  | LMP1      | 6  | Rollcentre Racing                     | Martin Short Rob Barff João Barbosa                   | Dallara SP1                         | D     | 230   |
| Abd.  | LMP1      | 6  | Rollcentre Racing                     | Martin Short Rob Barff João Barbosa                   | Judd GV4 4.0L V10                   | D     | 230   |
| Abd.  | GT        | 87 | Orbit Racing BAM!                     | Leo Hindery, Jr. Marc Lieb Mike Rockenfeller          | Porsche 911 GT3 RS (996)            | M     | 223   |
| Abd.  | GT        | 87 | Orbit Racing BAM!                     | Leo Hindery, Jr. Marc Lieb Mike Rockenfeller          | Porsche 3.6L Flat-6                 | M     | 223   |
| Abd.  | LMP1      | 9  | Kondo Racing                          | Hiroki Katoh Ryo Fukuda Ryo Michigami                 | Dome S101                           | Y     | 206   |
| Abd.  | LMP1      | 9  | Kondo Racing                          | Hiroki Katoh Ryo Fukuda Ryo Michigami                 | Mugen MF408S 4.0L V8                | Y     | 206   |
| Abd.  | GTS       | 62 | Barron Connor Racing                  | Mike Hezemans Ange Barde Jean-Denis Delétraz          | Ferrari 575 GTC                     | P     | 200   |
| Abd.  | GTS       | 62 | Barron Connor Racing                  | Mike Hezemans Ange Barde Jean-Denis Delétraz          | Ferrari F133 6.0L V12               | P     | 200   |
| Abd.  | LMP1      | 22 | Zytek Engineering, Ltd.               | Andy Wallace David Brabham Hayanari Shimoda           | Zytek 04S                           | M     | 167   |
| Abd.  | LMP1      | 22 | Zytek Engineering, Ltd.               | Andy Wallace David Brabham Hayanari Shimoda           | Zytek ZG348 3.4L V8                 | M     | 167   |
| Abd.  | GTS       | 61 | Barron Connor Racing                  | John Bosch Danny Sullivan Thomas Biagi                | Ferrari 575 GTC                     | P     | 163   |
| Abd.  | GTS       | 61 | Barron Connor Racing                  | John Bosch Danny Sullivan Thomas Biagi                | Ferrari F133 6.0L V12               | P     | 163   |
| Abd.  | GT        | 83 | Seikel Motorsport                     | Gabrio Rosa Peter Van Merksteijn Alex Caffi           | Porsche 911 GT3 RS (996)            | Y     | 148   |
| Abd.  | GT        | 83 | Seikel Motorsport                     | Gabrio Rosa Peter Van Merksteijn Alex Caffi           | Porsche 3.6L Flat-6                 | Y     | 148   |
| Abd.  | LMP2      | 36 | Gerard Welter                         | Tristan Gommendy Jean-Bernard Bouvet Bastien Brière   | WR LM2004                           | M     | 137   |
| Abd.  | LMP2      | 36 | Gerard Welter                         | Tristan Gommendy Jean-Bernard Bouvet Bastien Brière   | Peugeot ES9J4S 3.4L V6              | M     | 137   |
| Abd.  | GT        | 70 | JMB Racing                            | Jean-René de Fournoux Jaime Melo Stéphane Daoudi      | Ferrari 360 Modena GTC              | M     | 133   |
| Abd.  | GT        | 70 | JMB Racing                            | Jean-René de Fournoux Jaime Melo Stéphane Daoudi      | Ferrari F131 3.6L V8                | M     | 133   |
| Abd.  | LMP2      | 31 | Courage Compétition                   | Alexander Frei Sam Hancock Jean-Marc Gounon           | Courage C65                         | M     | 127   |
| Abd.  | LMP2      | 31 | Courage Compétition                   | Alexander Frei Sam Hancock Jean-Marc Gounon           | JPX 3.4L V6                         | M     | 127   |
| Abd.  | LMP2      | 35 | Epsilon Sport                         | Renaud Derlot Gunnar Jeannette Gavin Pickering (de)   | Courage C65                         | M     | 124   |
| Abd.  | LMP2      | 35 | Epsilon Sport                         | Renaud Derlot Gunnar Jeannette Gavin Pickering (de)   | Willman (JPX) 3.4L V6               | M     | 124   |
| Abd.  | LMP1      | 29 | Noël del Bello Racing                 | Bruno Besson Sylvain Boulay Jean-Luc Maury-Laribière  | Reynard 2KQ                         | M     | 122   |
| Abd.  | LMP1      | 29 | Noël del Bello Racing                 | Bruno Besson Sylvain Boulay Jean-Luc Maury-Laribière  | Volkswagen HPT16 2.0L Turbo I4      | M     | 122   |
| Abd.  | LMP2      | 37 | Paul Belmondo Racing                  | Paul Belmondo Claude-Yves Gosselin Marco Saviozzi     | Courage C65                         | M     | 80    |
| Abd.  | LMP2      | 37 | Paul Belmondo Racing                  | Paul Belmondo Claude-Yves Gosselin Marco Saviozzi     | JPX 3.4L V6                         | M     | 80    |
| Abd.  | GT        | 86 | Freisinger Motorsport                 | Alexei Vasiliev Nikolai Fomenko Robert Nearn          | Porsche 911 GT3 RSR (996)           | D     | 65    |
| Abd.  | GT        | 86 | Freisinger Motorsport                 | Alexei Vasiliev Nikolai Fomenko Robert Nearn          | Porsche 3.6L Flat-6                 | D     | 65    |
| Abd.  | LMP1      | 11 | Panoz Motor Sports Larbre Compétition | Patrick Bourdais Jean-Luc Blanchemain Roland Bervillé | Panoz GTP                           | M     | 54    |
| Abd.  | LMP1      | 11 | Panoz Motor Sports Larbre Compétition | Patrick Bourdais Jean-Luc Blanchemain Roland Bervillé | Élan 6L8 6.0L V8                    | M     | 54    |
| Abd.  | LMP1      | 10 | Taurus Sports Racing                  | Phil Andrews (en) Calum Lockie Anthony Kumpen         | Lola B2K/10                         | D     | 35    |
| Abd.  | LMP1      | 10 | Taurus Sports Racing                  | Phil Andrews (en) Calum Lockie Anthony Kumpen         | Caterpillar 5.0L Turbo V10 (Diesel) | D     | 35    |
| Abd.  | LMP1      | 27 | Intersport Racing                     | Jon Field Duncan Dayton Larry Connor                  | Lola B01/60                         | G     | 29    |
| Abd.  | LMP1      | 27 | Intersport Racing                     | Jon Field Duncan Dayton Larry Connor                  | Judd XV675 3.4L V8                  | G     | 29    |
| Abd.  | GT        | 78 | PK Sport Ltd.                         | Jim Matthews David Warnock (de) Paul Daniels          | Porsche 911 GT3 RS (996)            | D     | 27    |
| Abd.  | GT        | 78 | PK Sport Ltd.                         | Jim Matthews David Warnock (de) Paul Daniels          | Porsche 3.6L Flat-6                 | D     | 27    |

Détails :
- La no 80 Morgan Aero 8-GT n'a pas été classée pour cause de distance parcourue insuffisante (moins de 70 % de la distance du 1er).
- La no 16 Dome S101 n'a pas été classée, non pas pour distance insuffisante, mais parce qu'elle n'a pas franchi la ligne d'arrivée. L'abandon n'a pas été déclaré officiellement par Racing for Holland.

## Pole position et record du tour
- Pole position : Johnny Herbert sur no 88 Audi Sport UK Team Veloqx en 3 min 32 s 838.
- Meilleur tour en course : Jamie Davies sur no 88 Audi Sport UK Team Veloqx en 3 min 34 s 264 au 245e tour.

## Tours en tête
- no 88 Audi R8 - Audi Sport UK Team Veloqx : 21 (1-10 / 12-21 / 25)
- no 8 Audi R8 - Audi Sport UK Team Veloqx : 4 (11 / 22-24)
- no 5 Audi R8 - Audi Sport Japan Team Goh : 142 (38-279)

## À noter
- Longueur du circuit : 13,650 km
- Distance parcourue : 5 169,970 km
- Vitesse moyenne : 215,415 km/h
- Écart avec le 2e : 2,267 km
- 200 000 spectateurs